# Frédéric XI de Hohenzollern
Frédéric XI de Hohenzollern, (en allemand Friedrich XI von Hohenzollern), décédé en 1401.
Il fut comte de Hohenzollern de 1377 à 1401.

## Famille
Fils de Frédric de Hohenzollern et de Marguerite de Hohenberg-Wildberg.

### Mariage et descendance
En 1377, Frédéric XI de Hohenzollern épousa Adélaïde von Fürstenberg (†1413), (fille du comte Hugues von Fürstenberg).
Six enfants sont nés de cette union :
- Frédéric XII de Hohenzollern (en), (†1443), comte de Hohenzollern, en 1407, il épousa Anne von Sulz (†1413), (fille du comte Hugues von Sulz)
- Eitel-Frédéric Ier de Hohenzollern, comte de Hohenzollern
- Frédric de Hohenzollern (†1436), il fut évêque de Constance
- Frédéric de Hohenzollern (†1413), il entra dans un ordre monastique
- Anne de Hohenzollern elle fut religieuse.

Frédéric XI de Hohenzollern succéda à son grand-père  en 1377, il fut le premier comte de Hohenzollern.

## Généalogie
Frédéric XI de Hohenzollern appartient à la quatrième branche (lignée de Hohenzollern-Hechingen) issue de la première branche de la Maison de Hohenzollern. Cette quatrième lignée appartient à la branche souabe de la Maison de Hohenzollern. Cette lignée de Hohenzollern-Hechingen s'éteignit en 1869 à la mort de Frédéric Guillaume de Hohenzollern-Hechingen. Frédéric XI de Hohenzollern est l'ascendant de Michel Ier de Roumanie.